# PIH1D1
PIH1D1 (англ. PIH1 domain containing 1) – білок, який кодується однойменним геном, розташованим у людей на довгому плечі 19-ї хромосоми. Довжина поліпептидного ланцюга білка становить 290 амінокислот, а молекулярна маса — 32 363.
| 10         |  | 20         |  | 30         |  | 40         |  | 50         |
| ---------- |  | ---------- |  | ---------- |  | ---------- |  | ---------- |
| MANPKLLGMG |  | LSEAEAIGAD |  | SARFEELLLQ |  | ASKELQQAQT |  | TRPESTQIQP |
| QPGFCIKTNS |  | SEGKVFINIC |  | HSPSIPPPAD |  | VTEEELLQML |  | EEDQAGFRIP |
| MSLGEPHAEL |  | DAKGQGCTAY |  | DVAVNSDFYR |  | RMQNSDFLRE |  | LVITIAREGL |
| EDKYNLQLNP |  | EWRMMKNRPF |  | MGSISQQNIR |  | SEQRPRIQEL |  | GDLYTPAPGR |
| AESGPEKPHL |  | NLWLEAPDLL |  | LAEVDLPKLD |  | GALGLSLEIG |  | ENRLVMGGPQ |
| QLYHLDAYIP |  | LQINSHESKA |  | AFHRKRKQLM |  | VAMPLLPVPS |  |            |

A: Аланін

C: Цистеїн

D: Аспарагінова кислота

E: Глутамінова кислота

F: Фенілаланін

G: Гліцин

H: Гістидин

I: Ізолейцин

K: Лізин

L: Лейцин

M: Метіонін

N: Аспарагін

P: Пролін

Q: Глутамін

R: Аргінін

S: Серин

T: Треонін

V: Валін

W: Триптофан

Кодований геном білок за функцією належить до фосфопротеїнів. 
Задіяний у таких біологічних процесах, як транскрипція, регуляція транскрипції, альтернативний сплайсинг. 